# Michael Calvo
Pour les articles homonymes, voir Calvo.
Michael Calvo Villamil  (né le 26 décembre 1977 à Limonar) est un athlète cubain, spécialiste du triple saut. 

## Biographie
Il se révèle en catégorie junior, en réussissant 16,88 m à l'âge de 18 ans. Aux championnats du monde juniors de 1996 il se classe deuxième derrière son compatriote René Luis Hernández.
Le 13 février 1997 à La Havane, il devient le 12e triple-sauteur cubain à franchir la barre des 17 m, avec 17,30 m, performance qui restera son record personnel.
En 1999 il décroche la médaille de bronze aux Jeux panaméricains, dans un concours dominé par son compatriote Yoelbi Quesada. Qualifié aux championnats du monde, il échoue en qualifications. En 2000 il remporte les championnats ibéro-américains en établissant un nouveau record des championnats. Aux Jeux olympiques il ne parvient pas à se qualifier pour la finale.

### Palmarès
| Date | Compétition                    | Lieu           | Résultat | Épreuve     | Performance |
| ---- | ------------------------------ | -------------- | -------- | ----------- | ----------- |
| 1996 | Championnats du monde juniors  | Sydney         | 2e       | Triple saut | 16,17 m     |
| 1999 | Jeux panaméricains             | Winnipeg       | 3e       | Triple saut | 17,03 m     |
| 2000 | Championnats ibéro-américains  | Rio de Janeiro | 1er      | Triple saut | 17,05 m     |
| 2001 | Championnats du monde en salle | Lisbonne       | 7e       | Triple saut | 16,75 m     |

#### National
2 titres : 2000 et 2001.

### Records
| Épreuve             | Performance | Lieu      | Date            |
| ------------------- | ----------- | --------- | --------------- |
| Triple saut         | 17,30 m     | La Havane | 13 février 1997 |
| Triple saut         | 17,30 m     | La Havane | 27 mai 2001     |
| Triple saut (salle) | 16,99 m     | Dortmund  | 30 janvier 2000 |